# Rysk grammatik
Den här artikeln beskriver grammatiken i ryska.

## Alfabet

### Den ryska versionen av det kyrilliska alfabetet
| Bokstav | Translit. | Bokstav | Translit. | Bokstav | Translit. |
| ------- | --------- | ------- | --------- | ------- | --------- |
| A a     | A a       | К к     | K k       | Х х     | Ch ch     |
| Б б     | B b       | Л л     | L l       | Ц ц     | Ts ts     |
| В в     | V v       | М м     | M m       | Ч ч     | Tj tj     |
| Г г     | G g       | Н н     | N n       | Ш ш     | Sj sj     |
| Д д     | D d       | О о     | O o       | Щ щ     | Sjtj sjtj |
| Е е     | Je/E je/e | П п     | P p       | Ъ ъ     | '         |
| Ё ё     | Jo/O jo/o | Р р     | R r       | Ы ы     | Y y       |
| Ж ж     | Zj zj     | С с     | S s       | Ь ь     | '         |
| З з     | Z z       | Т т     | T t       | Э э     | E e       |
| И и     | I i       | У у     | U u       | Ю ю     | Ju ju     |
| Й й     | J j       | Ф ф     | F f       | Я я     | Ja ja     |

- Lyssna på uttalen

Translittereringen ovan är den som oftast används i svensk text. Det finns också en mer exakt vetenskaplig translitterering, där man begagnar sig av så kallad diakritiska tecken och därmed får ett större ett-till-ett-förhållande mellan ryska och latinska bokstäver.

### Alfabet och ljudstruktur
En morfologisk beskrivning baserad på ljudstrukturen (fonologin) är mer adekvat och dessutom enklare än en som utgår från skriftbilden.
Fonologiskt är ryskan uppbyggd av 5 vokalfonem och 32 konsonantfonem. Detta system återges endast ofullständigt av alfabetet. Två bokstäver, ъ och ь (hårt resp. mjukt tecken), motsvaras över huvud taget inte av självständiga ljud. I stället signalerar de att följande vokalbokstav föregås av j-ljud; ex. съесть (äta upp), бью (jag slår). Om ingen vokalbokstav följer signalerar det mjuka tecknet, som är långt vanligare än det hårda, ofta i stället att föregående konsonantbokstav uttalas palataliserat (mjukt).
Majoriteten av ryska konsonantfonem förekommer i par med en hård och en mjuk variant. Konsonanttecknen är dock inte dubblerade, utan oppositionen i fråga uttrycks indirekt, via angränsande tecken. Jämför рис (ris) och рысь (lodjur); det förra ordet har mjukt r och hårt s, det senare har hårt r och mjukt s. Skillnaden hård/mjuk markeras i ordslut genom frånvaro/närvaro av ь, före vokal, däremot, genom val av bokstavsdubblett för vokalljud: и och ы betecknar samma fonem. Även mjukhet hos konsonant som föregår annan konsonant markeras ofta genom mjukt tecken, till exempel только (bara).
Fyra av de tio vokalbokstäverna, nämligen е, ё, ю och я, används dessutom för att i början av ord och efter vokal inuti ord markera ljudkombinationerna je, jo, ju och ja; ex. Ялта (Jalta), Достоевский (Dostojevskij).
Ryskan har rörlig ordaccent; betoningen, nedan markerad med fetstil, kan i flerstaviga ord falla på vilken stavelse som helst.

### Skrivregler
Efter opariga konsonanter är val av vokalteckendubblett konventionellt. I stället för я skrivs alltid а, i stället för ю normalt у: час (timme), шум (larm). Efter ш, ж, ч, щ skrivs alltid и, aldrig ы, till exempel жить (leva), men efter ц förekommer båda tecknen: цирк (cirkus), цыган  (rom). I ändelser skrivs dock efter ц alltid ы: овцы (plur. av овцa får).

## Substantiv

### Artiklar
Bestämd och obestämd artikel förekommer inte i ryska. I viss mån uttrycks i stället denna distinktion genom ordföljden.

### Genus hos substantiv
Ryskan har likt många indoeuropeiska språk tre genus: maskulinum, femininum och neutrum. Substantivets genus kan i viss utsträckning utläsas ur dess grundform (lexikonform). Ord som slutar på konsonant är maskulina eller feminina, ord som slutar på -a (i skriften а/я) är oftast feminina, ord som slutar på -o (i skriften o/e) är oftast neutra. Om ordet slutar på konsonant åtföljs denna ibland av s.k. mjukt tecken - bokstaven ь. Detta betyder i de flesta fall att konsonanten i fråga är palataliserad (uttalas mjukt). Vid s.k. opariga konsonanter (sådana som bara är antingen hårda eller mjuka) har närvaro/frånvaro av ь dock ingen fonetisk funktion. I stället markeras härmed genusskillnad; jfr ночь (natt - fem.) vs врач (läkare - mask.).
Ord som slutar på hård parig konsonant är som regel maskulina. Ord som slutar på mjuk parig konsonant är entydigt maskulina bara om de har naturligt genus, dvs betecknar manliga individer. Eljest är genus oförutsägbart inom denna grupp (feminina ord på konsonant saknar som regel naturligt genus). Ord som slutar på -a (а/я) är feminina, såvida de inte har naturligt maskulint genus. 

#### Maskulina på konsonant
- дуб  (ek), стол (bord), спор (tvist) - stam på hård parig konsonant
- голубь (duva), царь (tsar) - stam på mjuk parig konsonant
- рак (kräfta), рог (horn) - stam på velar, som i utljud alltid är hård
- отец (far), нож (kniv) - stam på oparig alltid hård konsonant
- герой (hjälte), товарищ (kamrat) - stam på oparig alltid mjuk konsonant

#### Maskulina på vokal
- мужчина (man) - stam på hård parig konsonant
- дядя (farbror) - stam på mjuk parig konsonant
- дедушка (farfar, morfar) - stam på velar
- юноша (yngling) - stam på oparig alltid hård konsonant
- судья (domare) - stam på oparig alltid mjuk konsonant

#### Feminina på -a
- комната (rum) - stam på hård parig konsonant
- неделя (vecka) - stam på mjuk parig konsonant
- дорога (väg) - stam på velar
- душа (själ), овца (får) - stam på oparig alltid hård konsonant
- семья (familj), стая (fågelflock), роща (dunge) - stam på oparig alltid mjuk konsonant

#### Feminina på konsonant
- любовь (kärlek), лошадь (häst) - stam på mjuk parig konsonant
- ложь (lögn) - stam på oparig alltid hård konsonant
- вещь (sak) - stam på oparig alltid mjuk konsonant

#### Neutra (alltid på vokal)
- окно (fönster) - stam på hård parig konsonant
- море (hav) - stam på mjuk parig konsonant
- брюхо (buk) - stam på velar
- лицо (ansikte) - stam på oparig alltid hård konsonant
- здание (byggnad), остриё (egg) - stam på oparig alltid mjuk konsonant

#### "Gemensamt genus"
Vissa substantiv på -a kan vara maskulina eller feminina alltefter syftningen. Exempel: сирота (föräldralöst barn), работяга (knegare), пьяница (fyllbult).

#### Oböjliga substantiv
De flesta oböjliga substantiv slutar på vokal och är neutra, till exempel пальто (kappa), такси (taxi). Undantag är bl.a.: кофе ( kaffe; mask.), кенгуру (känguru; mask. el. fem.), samt vissa egennamn: Черных (ett efternamn), Сигрид (ett icke-ryskt kvinnonamn).

### Numerus hos substantiv
Ryskan har två numerus, singularis och pluralis. Det finns många substantiv som bara förekommer i singularis, så kallad singulare tantum, till exempel малина (hallon), och många som bara har pluralisformer, pluralia tantum, till exempel деньги (pengar). Trots detta får numerus anses som en böjningskategori hos substantiv, till skillnad från substantivets genus, som är en lexikalisk (dvs. inherent) morfologisk kategori. Ryskan hade i ett tidigare stadium en till numeruskategori, dualis, som återfinns i vissa moderna pluralisändelser, till exempel глаза. 

### Kasus hos substantiv
Ryskan har sex kasus. Kasus är alltid en böjningskategori. Kasus kan ibland bestämmas "osjälvständigt", genom kongruens med annat ord, till exempel город Киев (staden Kiev), gen. города Киева etc., där Киев får sitt kasus från город. I nedanstående beskrivning tas endast "självständiga" funktioner upp. Förut hade ryskan ett ytterligare kasus, vokativ, som enbart finns kvar i religiösa kontext.

#### Nominativ
Huvudsakligen subjektets kasus. Används också i subjektiv predikativ, i titlar, anslag etc. Förekommer inte efter preposition med vissa mycket ovanliga undantag, som exempelvis Ходить в гости.

#### Ackusativ
Det direkta objektets kasus. Ackusativ används i tidsadverbial som anger tidsutdräkt (hur länge), samt efter många prepositioner, bl.a. för att ange riktning (till skillnad från befintlighet).

#### Genitiv
Genitiv visar i huvudsak possessivitet. Kasuset har flera viktiga användningar, till exempel: attribut vid annat substantiv, till exempel книга брата (broderns bok), строителство моста (brobygge). Förekommer också vid vissa verb och adjektiv, samt efter räkneord. Genitiv används i tidsadverbial som anger datum. Många prepositioner styr genitiv. Utöver detta visar också genitiv partitivitet: чуть-чуть сахару. 

#### Dativ
Det indirekta objektets kasus. Används vid verb av typen hjälpa, ge, visa; vid vissa adjektiv och adverb samt efter vissa prepositioner. En annan funktion är åldersangivelse: Мне (D) сорок лет (Jag är fyrtio år gammal).

#### Instrumentalis
Ett mångtydigt kasus. Anger, som termen antyder, instrument, men också handlingens agent i passivkonstruktioner. Används dessutom i olika typer av predikativer, dock inte vid nollkopula i presens, i tidsuttryck och efter vissa prepositioner.

#### Prepositionalis
Förekommer bara efter prepositioner. Efter de vanliga prepositionerna в (i) och на (på) anger prepositionalis befintlighet och ackusativ riktning. Den förekommer även efter prepositionen о (på, om), ofta vid verb som handlar om ämnen, som "prata om, tänka på".

### Substantivets böjning
I singularis, men inte i pluralis, särskiljer man tre olika böjningsmönster, s.k. deklinationer. Till den första deklinationen hör i stort sett samtliga maskulina på konsonant, samt alla neutra på -o. Till andra deklinationen hör ord på -a (feminina och, mindre typiskt, maskulina). Till tredje deklinationen hör feminina på konsonant, ett maskulint ord: путь (väg) samt ett tiotal neutra på -мя, till exempel время (tid).

#### Regelbunden böjning
Nedanstående tabell anger normaländelser i fonologisk form, med latinska bokstäver. S.k. nolländelse markeras i tabellen som -0. Alternativa ändelser anges genom snedstreck. Kasus anges till vänster genom begynnelsebokstav.
|   | 1:a dekl. | 2:a dekl. | 3:e dekl. | Pluralis       |
| - | --------- | --------- | --------- | -------------- |
| N | -0 / -o   | -a        | -0        | -i / -a        |
| A | = N / = G | -u        | -0        | = N / = G      |
| G | -а        | -i        | -i        | -0 / -ov / -ej |
| D | -u        | -e        | -i        | -am            |
| I | -om       | -oj       | -ju / -om | -am'i          |
| L | -е        | -е        | -i        | -ach           |

Alternativa ändelser:
- -0 / -o: Maskulina har nolländelse, neutra har ändelsen -o.
- = N / = G: Om substantivet betecknar icke-levande väsen är A = N; om substantivet betecknar levande väsen är A = G (den s.k. animatregeln). För neutrum sing. gäller dock alltid att A = N.
- -ju / -om: Huvudändelse är -ju (лошадью). Det maskulina путь och de tiotal neutra av typen время har ändelsen -om: путём, временем.
- -i / -a: Maskulina och feminina har ändelsen -i, neutra har ändelsen -a.
- -0 / -ov / -ej: Nolländelse har, med få undantag, neutra samt substantiv som går efter 2:a deklinationen. Ändelsen -ov har de flesta maskulina efter 1:a deklinationen som slutar på hård parig konsonant och samtliga som slutar på de opariga konsonanterna j och ts. Ändelsen -ej har maskulina substantiv efter 1:a dekl. som slutar på mjuk parig konsonant samt på de opariga tj (ч), zj (ж), sj (ш) och sjtj (щ), några få ord efter 2:a deklinationen samt alla ord efter 3:e deklinationen (utom neutra).

#### Oregelbunden böjning, specialfall
- I G sing. förekommer hos vissa maskulina den så kallad partitiva genitivändelsen -u. till exempel стакан чаю (ett glas te).
- I L sing. tar vissa maskulina efter prepositionerna в och на ändelsen -u (alltid betonad), till exempel в лесу (i skogen).
- I N plur. förekommer avvikande ändelser hos såväl maskulina som neutra, till exempel город (stad) - города, цыган (rom) - цыгане, яблоко (äpple) - яблоки.
- G plur.: Nolländelse finns hos ganska många maskuliner, till exempel глаз (öga) - глаз. Ett antal neutra har ändelsen -ov, till exempel облако (moln) - облаков, och ett par har ändelsen -ej, till exempel поле (fält) - полей. Även några ord inom 2:a dekl. har ändelsen -ej, till exempel дядя (farbror) - дядей.
- I I plur. har några ord ändelsen -m'i, till exempel дети (barn, plur.) - детьми.

#### Flyktig vokal
Liksom i svenskan (jfr nyckel - nycklar) kan det i ryskan före nolländelse ske inskott av vokal i konsonantgrupp. Den flyktiga vokalen är som regel o eller e, varvid e skjuts in om såväl föregående som efterföljande konsonant är mjuk; eljest är den flyktiga vokalen o. Exempel på e: камень (sten) - камня, земля (jord) - G plur. земель. Exempel på o: рот (mun) - рта, огонь (eld) - огня, орёл (örn) - орла. Av historiska skäl stämmer inte regeln helt vid opariga hårda konsonanter: e som flyktig vokal har sålunda отец (far) - отца och муж (make) - G plur. мужей (мужья). Ett undantag är också яйцо (ägg) - G plur. яиц, med i som flyktig vokal. Efter velarer (k, g, ch) är den flyktiga vokalen alltid o, till exempel кухонь (av кухня kök).

#### Stamförändringar
Det är ganska vanligt att stammen förändras: förkortas, förlängs eller ersätts (delvis eller helt).
- Förkortad pluralisstam: цветок (blomma) - plur. цветы.
- Förlängd pluralisstam: крыло (vinge) - plur. крылья.
- Förlängd pluralisstam + konsonantväxling: друг (vän) - plur. друзья.
- Förlängd stam fr.o.m. G sing.: мать (mor) - G sing. матери, время (tid) - времени.
- Hård konsonant ersätts med mjuk: сосед (granne) - plur. соседи.
- Mjuk konsonant ersätts med hård: спальня (sovrum) - G plur. спален.
- Segment av stammen ersätts: котёнок (kattunge) - plur. котята, хозяин (värd) - plur. хозяева.
- Hela stammen ersätts: человек (människa) - plur. люди, ребёнок (barn) - plur. дети.

#### Ortografins inverkan
Den ganska enkla morfologiska strukturen fördunklas genom diverse stavningsprinciper.
- För att markera mjukhet hos parig konsonant ersätter man o i ändelse med ё (betonat) och е (obetonat), till exempel i I sing.: рублём (av рубль rubel), полем (av поле fält). Detta sker också, men endast i obetonad ställning, efter de opariga ц, ш, ж, ч och щ, till exempel немцем (av немец tysk), пляжем (av пляж badstrand). I betonad ställning behålls o: врачом (av врач läkare), душой (av душа själ). Samma principer gäller stavningen av o som flyktig vokal, till exempel дятел (hackspett), G дятла, орешек (liten nöt), G орешка, men: кишок (G plur. av кишка tarm).
- E-ljudet återges (p.g.a. vokalreduktionen) ibland i obetonad ställning som и; så alltid vid stamslut på ij, till exempel i L sing. гении (av гений geni), D och L sing. России (N sing. Россия), även om själva j:et här nästan försvinner i uttalet. Obetonat e som flyktig vokal före j skrivs oftast и, till exempel несчастий (G plur. av несчастье olycka).
- Om ljudet j hamnar mellan två vokaler ligger det "inbakat" i det senare vokaltecknet, till exempel D sing. герою (geroj-u, av герой hjälte). Samma gäller j före flyktig vokal: ручеёк (liten bäck), копеек (G plur. av копейка kopek), .
- Om j föregås av konsonant används tecknet ь för att ange att efterföljande tecken - и, e, ё, я eller ю - skall uttalas som två ljud, j + vokal. J:et kan förekomma i ändelse: новостью (I sing. av новость nyhet), men utgör oftast stamslut, som i семья (familj). I sistnämnda fall sker vokalinskott före nolländelse, varvid behovet att använda mjukt tecken givetvis bortfaller: G plur. семей.

Som illustration visas nedan två fullständiga substantivparadigm med stamslutet j: воробей (sparv) och шея (hals).
|   | Singularis | Pluralis  |  | Singularis | Pluralis |
| - | ---------- | --------- |  | ---------- | -------- |
| N | воробей    | воробьи   |  | шея        | шеи      |
| A | воробья    | воробьёв  |  | шею        | шеи      |
| G | воробья    | воробьёв  |  | шеи        | шей      |
| D | воробью    | воробьям  |  | ше         | шеям     |
| I | воробьём   | воробьями |  | шеей       | шеями    |
| L | воробье    | воробьях  |  | ше         | шеях     |

## Adjektiv
Det ryska adjektivparadigmet bestäms av böjningskategorierna genus, numerus och kasus. Genusskillnad förekommer dock bara i singularis. Detta betyder att antalet former är 24, men många adjektiv har ytterligare fyra former, de s.k. kortformerna. De flesta adjektiv böjs efter ett mönster som vi kan kalla "huvudparadigmet". Ett mindre antal, de s.k. possessiva adjektiven, böjs efter ett speciellt paradigm med en blandning av korta (substantiviska) och långa (adjektiviska) ändelser.

### Huvudparadigm
I nedanstående tabell visas ändelsernas fonologiska form. Kortformernas ändelser står inom parentes:
|   | Maskulinum    | Femininum | Neutrum   | Pluralis  |
| - | ------------- | --------- | --------- | --------- |
| N | -oj /-ij (-0) | -aja (-a) | -oje (-o) | -ije (-i) |
| A | = N / = G     | -uju      | -oje      | = N / = G |
| G | -ovo          | -oj       | -ovo      | -ich      |
| D | -omu          | -oj       | -omu      | -im       |
| I | -im           | -oj       | -im       | -im'i     |
| L | -om           | -oj       | -om       | -ich      |

Tabellen kan illustreras med paradigmet för adjektivet новый (ny):
|   | Maskulinum  | Femininum    | Neutrum      | Pluralis     |
| - | ----------- | ------------ | ------------ | ------------ |
| N | новый (нов) | новая (нова) | новое (ново) | новые (новы) |
| A | = N / = G   | новую        | новое        | = N / = G    |
| G | нового      | новой        | нового       | новых        |
| D | новому      | новой        | новому       | новым        |
| I | новым       | новой        | новым        | новыми       |
| L | новом       | новой        | новом        | новых        |

Anmärkningar
- Vi skiljer mellan kvalitativa och relativa adjektiv. Till den förra typen hör många såväl primära (icke avledda) som avledda adjektiv, till exempel высокий (hög), каменистый (stenig). Till den senare typen hör huvudsakligen adjektiv som är avledda av substantiv; i svenskan motsvaras de ofta av sammansättningsled, till exempel каменный (sten-). Endast kvalitativa adjektiv har de extra kortformerna.
- Genitivändelsen -ovo skrivs -ого.
- Ändelsen -oj i N sing. stavas -ый i obetonad ställning efter hård parig konsonant. I obetonad ställning förekommer också den alternativa ändelsen -ij, nämligen efter velar, till exempel русский (rysk), och efter mjukt stamslut, till exempel последний (sist).
- Mjuka stammar, dvs med stamslut på mjuk parig konsonant, förekommer huvudsakligen hos avledda relativa adjektiv, till exempel зимний (vinter-). Stammen slutar som regel på mjukt n. Samma stavningsregler gäller som för substantivet, till exempel G sing.fem.-formen stavas зимней.
- I kortform före nolländelse kan flyktig vokal inskjutas. Endast o kommer i fråga, eftersom kvalitativa adjektiv har hårt stamslut. Ex.: крепок (av крепкий kraftig), полон (av полный full), умён (av умный klok), доволен (av довольный nöjd).
- Efter detta paradigm böjs också adjektiviska ord från andra ordklasser. Hit hör vissa pronomen, till exempel такой (sådan), nästan alla ordningstal, till exempel сороковой (fyrtionde) samt particip av alla fyra slagen, såväl aktiva: читающий, читавший som passiva: читаемый, прочитанный (samtliga av читать läsa; endast de passiva har dessutom korta former).

### Blandat paradigm
Detta skiljer sig från huvudparadigmet endast i två kasus: N och A.
|   | Maskulinum | Femininum | Neutrum | Pluralis  |
| - | ---------- | --------- | ------- | --------- |
| N | -0         | -a        | -o      | -i        |
| A | = N / = G  | -u        | -o      | = N / = G |

Såsom framgår av ovanstående tabell används korta former i stället för långa på vissa platser i paradigmet.
Possessiva adjektiv är avledda av substantiv medelst något av suffixen -j-, -in- och -ov-. Suffixet -j- är vanligast; utgångsordet är oftast en benämning på djur, till exempel собака (hund) - собачий (hund-). Före nolländelse - alltså i grundformen - inskjuts en flyktig vokal, här skriven som и (eftersom den är obetonad och kommer före ett j). Före ändelsevokal måste i stället ь tillgripas. Här är ett fullständigt paradigm:
|   | Maskulinum | Femininum | Neutrum   | Pluralis  |
| - | ---------- | --------- | --------- | --------- |
| N | собачий    | собачья   | собачье   | собачьи   |
| A | = N / = G  | собачью   | собачье   | = N / = G |
| G | собачьего  | собачьей  | собачьего | собачьих  |
| D | собачьему  | собачьей  | собачьему | собачьим  |
| I | собачьим   | собачьей  | собачьим  | собачьими |
| L | собачьем   | собачьей  | собачьем  | собачьих  |

Suffixet -in- används främst för att bilda adjektiv av namn på nära släktingar samt av smeknamn, till exempel мамин (mammas), Колин (av Коля, dvs Николай). Suffixet -ov-, slutligen, används numera huvudsakligen i en del fasta uttryck, till exempel Ахиллесова пята (akilleshäl). Här har även G och D kort ändelse i mask. och neutr., till exempel Баренцеву морю (D sing. av Баренцево море Barentshavet).
Enligt det blandade paradigmet, eller i varje fall med samma fördelning mellan korta och långa ändelser, böjs många adjektiviska ord från andra ordklasser. Hit hör grundtalet один (ett), ordningstalet третий (tredje) samt ett stort antal pronomen: мой (min), твой (din), наш (vår), ваш (er), свой (sin), чей (vems), этот (denna), тот (den där), весь (hel, all), сам (själv). Dessa kommer att behandlas under vederbörande ordklass.

### Komparation
Ovan redovisade former hänför sig till s.k. positiv. För komparativ och superlativ används dels syntetiska, dels analytiska former (dvs ettords- vs flerordsformer). Dessutom förekommer såväl böjliga som oböjliga former. Systemet kan visas med en tabell för adjektivet крепкий - крепок (kraftig):
|                     | Komparativ    | Superlativ        |
| ------------------- | ------------- | ----------------- |
| Syntetiska böjliga  | (лучший)      | крепчайший        |
| Syntetiska oböjliga | крепче        | –                 |
| Analytiska böjliga  | более крепкий | самый крепкий     |
| Analytiska oböjliga | –             | крепче всего/всех |

Anmärkningar:
- Oböjliga former kan bara användas predikativt, böjliga såväl predikativt som attributivt. Enbart predikativt används den alternativa analytiska komparativformen более крепoк.
- Den oböjliga formen крепче är bildad med det alltid obetonade suffixet -e, framför vilken k blivit till tj. Andra exempel är дороже (av дорогой dyr), богаче (av богатый rik) och чище (av чистый ren). Efter vissa andra konsonanter, vilka inte förändras (annat än med avseende på mjukhet), används -eje, till exempel тяжелее (av тяжёлый tung), интереснее (av интересный intressant).
- Superlativformen крепчайший är bildad med segmentet -ajsj-, vilket oftare har formen -ejsj-, till exempel сильнейший (starkast; synnerligen stark).
- Ett litet antal adjektivformer bildas med segmentet -sj-, till exempel высший (av высокий hög), лучший bättre (av хороший god). Det kan här vara fråga om såväl komparativ- som superlativbetydelse.

## Pronomen
Med avseende på antal böjningsformer skiljer vi på pronomen som liknar substantiv och sådana som liknar adjektiv. Vidare finns ett litet antal oböjliga pronomen.

### Substantiviska pronomen
Hithörande ord saknar numerus och kan alltså maximalt ha sex former. Här finns personliga pronomen samt de interrogativa кто och что. Av de interrogativa bildas negerade och indefinita pronomen. Slutligen finns ett s.k. reciprokt pronomen. 

#### Personliga pronomen
Det finns inte mindre än åtta personliga pronomen, men genom kategorierna numerus, person och genus kan de sammanföras i en tabell:
|   | Singularis | Singularis | Singularis | Singularis | Singularis  |  | Pluralis | Pluralis | Pluralis |
|   | 1 p.       | 2 p.       | 3 p. mask. | 3 p. fem.  | 3 p. neutr. |  | 1 p.     | 2 p.     | 3 p.     |
| N | я          | ты         | он         | она        | оно         |  | мы       | вы       | они      |
| A | меня       | тебя       | его        | её         | его         |  | нас      | вас      | их       |
| G | меня       | тебя       | его        | её         | его         |  | нас      | вас      | их       |
| D | мне        | тебе       | ему        | ей         | ему         |  | нам      | вам      | им       |
| I | мной       | тобой      | им         | ей         | им          |  | нами     | вами     | ими      |
| L | обо мне    | о тебе     | о нём      | о ней      | о нём       |  | о нас    | о вас    | о них    |

Anmärkningar:
- Som synes sker nästan genomgående stambyte, s.k. suppletivism. I 3:e person är stammen i N on-, i övriga kasus j-, utom när detta j- ersätts av n'-, vilket sker efter preposition (inte bara i L, jfr с ним). Stammen j- försvinner dessutom oftast helt i uttalet före ändelse som börjar på i.
- Ändelserna i 1:a och 2:a person är specifikt pronominella, medan de i 3:e person följer det s.k. blandade adjektivparadigmet.
- Här kan också nämnas det reflexiva себя (sig), som har samma typ av former som ты men saknar nominativform.

#### Interrogativa och relativa pronomen
Hit hör två pronomina vilka har naturligt genus som inherent egenskap, nämligen кто (vem) och что (vad). Ändelserna är adjektiviska:
| N   | A    | G    | D    | I   | L     |
| --- | ---- | ---- | ---- | --- | ----- |
| кто | кого | кого | кому | кем | о ком |
| что | что  | чего | чему | чем | о чём |

Dessa ord fungerar också som relativa pronomen (= sv. som).

#### Negerade och indefinita pronomen
Genom tillägg av prefixet ни- får кто, что negerad betydelse: никто (ingen), ничто (inget). Om pronomenformen föregås av preposition placeras denna efter ни; resultatet blir treordsfraser: ни к кому, ни о чём.
Negerade pronomen kan också bildas med prefixet нe- (alltid betonat). Nominativform saknas, varför som grundform brukar anges некого resp. нечего. Betydelsen blir modifierad, jfr Нечего делать (Det finns inget att göra), Не у кого жить (Det finns ingen att bo hos).
Кто och что kan också förses med "påhängda" segment och bildar då indefinita pronomen: кто-то, кто-нибудь (någon); что-то, что-нибудь (något). Skillnaden mellan -то och -нибудь påminner något om "some" vs "any" i engelska. Vid sidan om -нибудь används, med samma betydelse, -либо.

#### Det reciproka друг друга (varandra)
Liksom себя, некого och нечего har detta tvåordspronomen defekt paradigm: nominativformen saknas. Endast det andra ledet böjs, och ändelserna är som hos maskulina substantiv, till exempel D друг другу, L друг о друге.

### Adjektiviska pronomen
Samtliga hithörande ord har fullständiga adjektiviska paradigm med 24 former (kortformer saknas).

#### Possessiva pronomen
Mot de substantiviska я, ты, мы, вы och себя svarar följande possessiva pronomen: мой (min), твой (din), наш (vår), ваш (er) och свой (sin). De böjs efter samma blandade paradigm, men med olika ändelsebetoning, varför i tabellen visas två olika exempel:
|   | mask.     | fem. | neutr. | plur.     |  | mask.     | fem.  | neutr. | plur.     |
| - | --------- | ---- | ------ | --------- |  | --------- | ----- | ------ | --------- |
| N | мой       | моя  | моё    | мои       |  | наш       | наша  | наше   | наши      |
| A | = N / = G | мою  | моё    | = N / = G |  | = N / = G | нашу  | наше   | = N / = G |
| G | моего     | моей | моего  | моих      |  | нашего    | нашей | нашего | наших     |
| D | моему     | моей | моему  | моим      |  | нашему    | нашей | нашему | нашим     |
| I | моим      | моей | моим   | моими     |  | нашим     | нашей | нашим  | нашими    |
| P | моём      | моей | моём   | моих      |  | нашем     | нашей | нашем  | наших     |

#### Interrogativa och relativa pronomen
Hit hör какой (vilken), som har övervägande interrogativ funktion, och который (vilken, som), där den relativa funktionen dominerar. Båda böjs som normala adjektiv enligt huvudparadigmet. Dessutom finns det possessiva interrogativa pronomenet чей (vems), vilket böjs enligt det blandade paradigmet, med stam på j och flyktigt e före nolländelse:
|   | mask.     | fem. | neutr. | plur.     |
| - | --------- | ---- | ------ | --------- |
| N | чей       | чья  | чьё    | чьи       |
| A | = N / = G | чью  | чьё    | = N / = G |
| G | чьего     | чьей | чьего  | чьих      |
| D | чьему     | чьей | чьему  | чьим      |
| I | чьим      | чьей | чьим   | чьими     |
| L | чьём      | чьей | чьём   | чьих      |

#### Negerade och indefinita pronomen
Av какой kan bildas det negerade никакой (ingen), som oftast står som attribut till substantiv: Никакиx проблем нет (Det finns inga problem), ни с какими людьми (inte med några människor). Av чей bildas ничей (ingens). Indefinita pronomen bildas också: какой-то, какой-нибудь, какой-либо (någon); чей-то etc. (någons). Med tillägg av betonat не- får vi det indefinita некоторый (någon, viss).

#### Övriga adjektiviska pronomen
Särskilt viktiga är här de demonstrativa этот (den här) och тот (den där), vilka böjs efter blandat paradigm, men med vissa egenheter:
|   | mask.     | fem. | neutr. | plur.     |  | mask.     | fem. | neutr. | plur.     |
| - | --------- | ---- | ------ | --------- |  | --------- | ---- | ------ | --------- |
| N | этот      | эта  | это    | эти       |  | тот       | то   | та     | те        |
| A | = N / = G | эту  | это    | = N / = G |  | = N / = G | ту   | то     | = N / = G |
| G | этого     | этой | этого  | этих      |  | того      | той  | того   | тех       |
| D | этому     | этой | этому  | этим      |  | тому      | той  | тому   | тем       |
| I | этим      | этой | этим   | этими     |  | тем       | той  | тем    | теми      |
| L | этом      | этой | этом   | этих      |  | том       | той  | том    | тех       |

Ytterligare två pronomen böjs efter blandat paradigm, nämligen de definita сам (själv) och весь (hel, all):
|   | mask.     | fem.  | neutr. | plur.     |  | mask.     | fem. | neutr. | plur.     |
| - | --------- | ----- | ------ | --------- |  | --------- | ---- | ------ | --------- |
| N | сам       | сама  | само   | сами      |  | весь      | вся  | всё    | все       |
| A | = N / = G | саму  | само   | = N / = G |  | = N / = G | всю  | всё    | = N / = G |
| G | самого    | самой | самого | самих     |  | всего     | всей | всего  | всех      |
| D | самому    | самой | самому | самим     |  | всему     | всей | всему  | всем      |
| I | самим     | самой | самим  | самими    |  | всем      | всей | всем   | всеми     |
| L | самом     | самой | самом  | самих     |  | всём      | всей | всём   | всех      |

Till definita pronomen brukar också föras några ord som böjs som vanliga adjektiv, nämligen самый (själv), каждый (varje), всякий (d:o) och любой (vilken som helst). Här kan också nämnas det defekta многое/многие (mycket, mångt, många), vilket inte bör förväxlas med myckenhetsordet много (se räkneord). Även en antonym finns: немногое/немногие (föga, få).

### Oböjliga pronomen
3:e personens possessiva pronomen är oböjliga: его, её, их. De är homonyma med ackusativ/genitivformer hos motsvarande personliga pronomen. Jfr Я знаю его (Jag känner honom) - Я знаю его брата (Jag känner hans bror).

## Räkneord
Ryska räkneord är komplicerade, såväl morfologiskt som syntaktiskt. Vi skiljer på grundtal, ordningstal och kollektiva räkneord. I en fjärde grupp - "övriga kvantifikatorer" - hamnar ord med en lösare anknytning till denna ordklass.

### Grundtal
Grundtal är enkla (skrivna som ett ord) eller sammansatta. Nedanstående tabell visar de enkla räkneorden upp till "miljard".
| 0 ноль   | 8 восемь        | 16 шестнадцать  | 60 шестьдесят | 500 пятьсот                     |
| 1 один   | 9 девять        | 17 семнадцать   | 70 семдесят   | 600 шестьсот                    |
| 2 два    | 10 десять       | 18 восемнадцать | 80 восемдесят | 700 семьсот                     |
| 3 три    | 11 одиннадцать  | 19 деватнадцать | 90 девяносто  | 800 восемьсот                   |
| 4 четыре | 12 двенадцать   | 20 двадцать     | 100 сто       | 900 девятьсот                   |
| 5 пять   | 13 тринадцать   | 30 тридцать     | 200 двести    | 10³ тысяча                      |
| 6 шесть  | 14 четырнадцать | 40 сорок        | 300 триста    | {\displaystyle 10^{6}} миллион  |
| 7 семь   | 15 пятнадцать   | 50 пятьдесят    | 400 четыреста | {\displaystyle 10^{9}} миллиард |

Sammansatta räkneord bildas med eller utan syntaktiska markörer; jfr 110 сто десять vs 10.000 десять тысяч.
Böjningen av räkneorden följer flera olika mönster. Som fullständiga substantiv - även med pluralisformer - böjs тысяча, миллион och миллиард. Ноль böjs som ett maskulint substantiv, men saknar pluralis. Один (med i som flyktig vokal) har 24 former och böjs som ett adjektiviskt pronomen; närmast som сам, men med annan betoning i N plur.: одни. Räkneord med grundform på t, t' eller m' böjs som substantiv efter 3:e dekl., men med annan betoning: пяти, семьюдесятью. Endast två ändelser har orden för 40, 90 och 100: i NA -0 resp. -o, i övriga kasus -a. Böjningen av orden för 2-4 samt för оба (båda) är som följer:
|   | m. + n.   | f.        |  | m. + n.   | f.        |  | utan genus | utan genus | utan genus |
| N | два       | две       |  | оба       | обе       |  | три        |            | четыре     |
| A | = N / = G | = N / = G |  | = N / = G | = N / = G |  | = N / = G  |            | = N / = G  |
| G | двух      | двух      |  | обоих     | обеих     |  | трёх       |            | четырёх    |
| D | двум      | двум      |  | обоим     | обеим     |  | трём       |            | четырём    |
| I | двумя     | двумя     |  | обоими    | обеими    |  | тремя      |            | четырьмя   |
| L | двух      | двух      |  | обоих     | обеих     |  | трёх       |            | четырёх    |

### Ordningstal
Böjningen är mycket regelbunden: endast третий följer den blandade deklinationen (третью, третьего etc.), alla övriga böjs enligt huvudparadigmet. Stammarna, som inte är lika förutsägbara, torde kunna utläsas ur nedanstående tabell:
| первый    | шестой  | одиннадцатый | шестидесятый  | двухсотый  |
| второй    | седьмой | двадцатый    | семидесятый   | трёхсотый  |
| третий    | восьмой | тридцатый    | восьмидесятый | пятисотый  |
| четвëртый | девятый | сороковой    | девяностый    | тысячный   |
| пятый     | десятый | пятидесятый  | сотый         | миллионный |

Även pluralisformer förekommer, till exempel i årtal: в сороковых годах (på fyrtiotalet). Bråktal uttrycks med grundtal + substantiverat ordningstal, till exempel три десятых (tre tiondelar). Substantiverat ordningstal används också i datumangivelser: Сегодня первое мая (I dag är det första maj).

### Kollektiva räkneord
Denna speciella kategori har ganska begränsad användning. Kollektiva räkneord bildas av grundtalen 2-10: двое, трое, четверо, пятеро, шестеро, семеро, восьмеро, девятеро, десятеро. Ändelserna är adjektiviska, till exempel i G: двоих, четверых. Företrädesvis brukas de lägre talen. Användningen kan illustreras av följande exempel: У них трое сыновей (De har tre söner). Нас было всего двое (Vi var bara två). Мы были там четверо суток (Vi var där fyra dygn).

### Övriga kvantifikatorer
Förutom det redan beskrivna оба (båda) kan hit föras полтора (halvannan), ord av typen полгода (halvår) samt de s.k. obestämda myckenhetsorden много (många), несколько (några), сколько (hur många) och столько (så många). Полтора har i NA fem. formen полторы och i GDIL formen полутора. Полгода böjs i GDIL полугода, полугоду, полугодом, полугоде. Gruppen много tar i GDIL adjektiviska ändelser: многих, многим, многими, многих.

## Verb
Verbets böjningsformer är uppdelade på flera olika paradigm. Vi skiljer i första hand på finita och infinita former.

### Finita former
Hit hör presens, imperativ och preteritum.

#### Presens
Två böjningsmönster, s.k. konjugationer, förekommer: o-konjugationen och i-konjugationen. Anledningen till dessa benämningar framgår av följande tabell, där ändelserna ges i fonologisk form. Dessutom ges två exempel: нести (bära) och курить (röka).
|           | sing. | plur. |  | sing. | plur. |  | sing.  | plur.  |  | sing.  | plur.  |
| --------- | ----- | ----- |  | ----- | ----- |  | ------ | ------ |  | ------ | ------ |
| 1:a pers. | -u    | -om   |  | -u    | -im   |  | несу   | несём  |  | курю   | курим  |
| 2:a pers. | -osj  | -ote  |  | -isj  | -ite  |  | несёшь | несёте |  | куришь | курите |
| 3:e pers. | -ot   | -ut   |  | -it   | -at   |  | несёт  | несут  |  | курит  | курят  |

Det är vanligt med konsonantväxlingar i stamslutet, till exempel люблю, любишь, любят (älskar); жгу, жжёшь, жгут (bränner). Förändrad konsonant kan finnas genomgående, till exempel av inf. писать (skriva): пишу, пишешь, пишут. Många oregelbundna former förekommer, t.o.m. blandning av o-konjugation och i-konjugation i samma paradigm, till exempel хочешь, хотят (vill); бежишь, бегут (springer).

#### Imperativ
Imperativformen bildas, på samma stam som i presens, med endera av två ändelser: -i eller -0. Fördelningen beror huvudsakligen på betoningen: om presensändelsen -u (1 p. sg.) är betonad väljs -i, eljest väljs -0. Exempel: неси (bär! jfr несу), кури (rök! jfr курю), men трать (förbruka! jfr трачу), сядь (sätt dig! jfr сяду). Ändelsen -i används dock efter konsonantgrupp, till exempel помни (minns!), och nolländelse följer efter j i bl.a. стой (stå!, halt!). Genom tillägg av -те erhålls pluralisformen, till exempel сделайте (gör!), ответьте (svara!), som även används till en person vid hövligt tilltal.

#### Preteritum
P.g.a. att dessa former historiskt har sitt ursprung i ett particip böjs de även efter genus. Ändelserna är egentligen komplexa. Det första ledet, som bär själva tempusbetydelsen, är l/l' (hårt i sing., mjukt i plur.). Det sista ledet utgörs av samma ändelser som i adjektivets kortformer. Alltså:
делал, делала, делало, делали (gjorde, av делать). Ändelserna läggs i princip till infinitivstammen, vilket betyder att de ofta föregås av vokal. Om de föregås av konsonant, kan -l- bortfalla i mask.sing., till exempel пёк, пекла (stekte, av печь). Vid stamslut på d, t bortfaller i stället dessa dentaler i alla formerna: вёл, вела, вело, вели (förde, jfr pres. веду). I mask. sg. kan flyktig vokal förekomma: жёг, жгла (brände, av жечь), шёл, шла (gick, av идти).

### Infinita former
Hit hör infinitiv, particip och gerundium.

#### Infinitiv
Infinitiven är egentligen oböjlig, men det kan ändå vara praktiskt att tala om en ändelse. Denna är -t', -t'i eller -0, till exempel говорить (tala), красть (stjäla); вести (föra); печь (steka). Nolländelse förekommer bara vid presensstam på k eller g, vilka båda växlar med tj-fonemet, stavat -чь; jfr помогу - помочь (hjälpa).

#### Particip
Ryskan har ett rikt utvecklat system av particip, vilka alla böjs efter det adjektiviska huvudparadigmet. I bildningen av dessa former deltar två kategorier, tempus (presens/preteritum) och huvudform (aktivum/passivum). Den maximala uppsättningen är därför fyra particip (pres.akt., pres.pass., pret.akt., pret.pass.), men denna realiseras bara vid transitiva verb (eftersom intransitiva saknar passivformer).
Det finns viss korrelation mellan aspekt och particip. Presensparticip kan bara bildas av imperfektiv aspekt. Pret.pass.-particip bildas som regel endast av perfektiv aspekt. Återstår pret.akt.-particip, som kan bildas av båda aspektformerna. Av verbet воспитать / воспитывать (uppfostra) bildas de former som framgår av nedanstående tabell:
|                 | Aktivum       | Passivum      |
| --------------- | ------------- | ------------- |
| Presens         | воспитывающий | воспитываемый |
| Preteritum Ipf. | воспитывавший | –             |
| Preteritum Pf.  | воспитавший   | воспитанный   |

Före tillägg av adjektiviska ändelser förlängs sålunda verbstammen, och detta sker med följande segment: -usjtj- (pres.akt.), -om-/-im- (pres.pass.), -vsj-/-sj- (pret.akt.), -nn-/-onn-/-t- (pret.pass.). Exempel på particip bildade med alternativa segment: любимый (älskad), принёсший (som har hämtat), построенный (byggd), убитый (dödad). Betonad vokal i segmentet -onn- stavas ё även efter ж, ш, ч och щ, till exempel окружённый (omgiven); jfr ножом (av нож kniv). I kortform förenklas -nn-/-onn- till -n-/-on-, till exempel окружён, окружена.

#### Gerundium
Här används två suffix, nämligen -a och -v/-vsji/-sji (av det sista finns tre varianter). Avgörande för betydelsen är dock verbets aspekt. Formen видя (av видеть se) betyder "medan (ngn) ser", formerna увидев och увидя (som är synonyma) betyder "efter att (ngn) har sett". Det är dock bara ett begränsat antal pf. verb som kan ta suffixet -a. Exempel på bruk av varianterna -vsji/-sji: вернувшись (efter att ha återvänt), помогши (efter att ha hjälpt).

### Aspekt och tempus
Ett svenskt verb motsvaras ofta av två ryska, varav det ena är perfektivt (pf.) och det andra imperfektivt (ipf.). Ex.:
- sv. bygga - ry. строить (ipf.) / построить (pf.)
- sv. berätta - ry. рассказать (pf.) / рассказывать (ipf.)

De ryska verben står oftast i ordbildningsförhållande till varandra och bildar par, s.k. aspektpar. Ganska många verb ingår dock icke i ett par, men inget verb står utanför aspektkategorin; ett ryskt verb är antingen perfektivt eller imperfektivt, om inte entydigt till formen så dock i en given kontext.
Aspektkategorin är av stor betydelse för det ryska verbets tempus. För att uttrycka nutid (presens) används normalt endast ipf. aspekt, till exempel строю (jag bygger). Om vi böjer ett pf. verb med presensändelser, till exempel построю, erhålls futural betydelse: jag skall bygga. Tempus och aspekt samverkar alltså, vilket framgår av följande aktivumparadigm:
|            | Imperfektiv  | Perfektiv |
| ---------- | ------------ | --------- |
| Presens    | строю        | -         |
| Preteritum | строил       | построил  |
| Futurum    | буду строить | построю   |

Reglerna för aspektanvändning är komplicerade. Att luta sig mot oppositionen icke-avslutad (+ upprepad) vs avslutad handling är långt ifrån tillräckligt. I preteritum används ofta ipf. aspekt där man skulle förvänta pf. För imperativ och infinitiv finns speciella regler.

### Genus verbi (diates)
I passivum används olika strategier för ipf. och pf. aspekt. Pres.pass.-participet har begränsad användning, särskilt i predikativ ställning. I stället används i ipf. aspekt verbsuffixet -sja, vilket har passivbetydelse som en av sina funktioner. Vi får formerna строится (byggs), строился (byggdes), будет строиться (skall byggas). Även particip kan bildas, till exempel строящийся (som håller på att byggas).
I pf. aspekt används pret.pass.-participet. I predikativ ställning är kortformerna obligatoriska, till exempel Дом построен (Huset har byggts), Дом был построен (Huset byggdes), Дом будет построен (Huset skall byggas).

## Övriga ordklasser
Av ryskans tio ordklasser är fem - de som behandlats ovan - böjliga; de uppträder som paradigm. Övriga ordklasser saknar paradigm: de är oböjliga. Orden kan inte delas upp i stam och ändelse.

### Adverb
De flesta adverb är avledda av adjektiv, oftast med suffixet -o, till exempel быстро snabbt (av быстрый). En mindre del är icke-avledda, till exempel теперь (nu). En särskild grupp utgör de s.k. pronominella adverben, bl.a. de interrogativa где (var), куда (vart), откуда (varifrån), когда (när), почему (varför) samt motsvarande demonstrativa: тут/там (här/där), сюда/туда (hit/dit), отсюда/оттуда (härifrån/därifrån), тогда (då), потому (därför). Av de interrogativa kan på samma sätt som hos pronomen bildas negerade och indefinita adverb, till exempel нигде (ingenstans), куда-то (åt något håll), когда-нибудь (någon gång), почему-то (av någon anledning).

### Konjunktioner
De vanligaste samordnande konjunktionerna är и (och), но (men) samt или (eller). Som adversativ räknas dessutom konjunktionen a, vilken ibland motsvarar sv. "men", ibland sv. "och".
Den vanligaste underordnande konjunktionen (subjunktionen) är что (att), vilken alltså är homonym med motsvarande interrogativa pronomen. Andra vanliga konjunktioner är чтобы (att; för att), когда (när), пока (medan), если (om), хотя (fastän). Även sammansatta konjunktioner förekommer, till exempel так как (eftersom), потому что (därför att), несмотря на то, что (trots att), liksom s.k. kopplade konjunktioner, till exempel ни... ни (varken... eller), чем... тем (ju... desto).

### Prepositioner
Ryskans prepositioner kan styra ett, två eller tre kasus. Då mer än ett kasus är möjligt realiseras olika betydelser. Endast ett kasus står vid bl.a. följande: A: через (genom, över, om); G: без (utan); D: к (till, mot); I: между (mellan); L: при (vid). Två kasus kan stå efter bl.a. följande prepositioner: в (A till, L i); за (A till platsen bakom, I bakom). Tre kasus är möjliga vid prepositionerna с och по; den förstnämnda realiserar därvid följande betydelser: G från; av, A ungefär, I med.
Som synes består några prepositioner av enbart en konsonant. I vissa positioner tilläggs dock vokalen o, till exempel во Франции (i Frankrike). Jfr även: о книге (om boken), об этом (om detta), обо мне (om mig).

### Partiklar
Denna ordklass är ganska obestämd i konturerna, men hit kan i varje fall föras några obetonade "småord": ведь (ju), же (ju, då, samma) och ли (om). Det sistnämnda ordet används i indirekta frågesatser, till exempel Я не знаю, приедет ли он (Jag vet inte om han kommer). Partikeln же kopplas ofta samman med pronominella ord: тот же (densamme), такой же (likadan), там же (på samma ställe). En viktig, och i sig oöversättlig, partikel är бы, som bl.a. används i önskesatser Поспать бы часика два! (Om man finge sova ett par timmar!) och i konditional satsfogning Если бы я был здоров, я бы тебе помог (Om jag vore frisk skulle jag hjälpa dig). Partikeln бы är (liksom konjunktionen чтобы) inkompatibel med finit form i presens och futurum. En ordförbindelse av typen помог бы kan ses som en analytisk verbform, motsvarande modus konjunktiv i andra språk.

### Interjektioner
Ryska utropsord slutar ofta på konsonanten -x: ах, ох, эх, eller konsonanten -j: ай, ой, эй. Här kan väl också nämnas namn på djurläten: гав (vov), мяу (mjau), кукареку (kuckeliku). Av dessa ord kan verb bildas, till exempel кукарекать (gala).

## Syntax
Nedanstående beskrivning lägger huvudvikten vid sådant som är anmärkningsvärt från svenskans perspektiv.

### Satsdelar
I rysk grammatisk tradition brukar man skilja på "huvudsatsdelar" (subjekt + predikat) och "sekundära satsdelar" (övriga). I begreppet predikat brukar ingå det vi kallar subjektspredikativ, dvs "är klok" ses som ett sammansatt predikat. Som alternativ beskrivningsmodell förekommer s.k. dependensgrammatik, där till exempel såväl subjekt som objekt ses som bestämningar till predikatet.

#### Predikat
Predikat utgörs av en finit verbform. Man skiljer dock i rysk tradition på kopula och (egentligt) verb och därmed också på kopulativ resp. verbal sats. Den egentliga kopulan är быть (vara), men det finns också "halvkopulor": стать/становиться (bli), казаться/показаться (förefalla vara) och оказаться/оказываться (visa sig vara). Kopulan быть uppträder i presens i nollform, till exempel Она больна (Hon är sjuk).  Imperfektivt futurum (буду читать) räknas som en analytisk verbform och motsvarande sats betraktas därmed som verbal, inte kopulativ. Den perfektiva passivsatsen (-/был/будет построен), däremot, räknas som kopulativ.
Predikatet kongruerar med subjektet, dvs kopierar vissa av dess grammatiska egenskaper, till exempel Мы читаем (Vi läser), Ольга читала (Olga läste). I s.k. opersonliga satser (se nedan) står verbformen i 3 p. sing. eller neutr. sing., till exempel Светает, Светало (Det gryr, grydde). Samma verbform används ibland när subjektet är en räkneordsfras, till exempel Пришло (eller пришли) пять слушателей (Det kom fem åhörare).

#### Subjekt
I ryskan finns inget subjektstvång; olika slags subjektlösa satser är vanliga. Ett personligt pronomen kan utelämnas, till exempel Читаешь? - men normalt också återställas: Ты читаешь? I satsen Здесь не курят (Här får man inte röka) kan dock inte они med bibehållen betydelse återställas; satstypen kallas "obestämt personlig". En viktig satstyp är den opersonliga, där subjekt helt saknas.
Som ett normalt subjekt räknas ett led i nominativ, men en infinitiv eller en bisats kan fylla samma syntaktiska position, till exempel Приятно видеть тебя (Det är trevligt att se dig), Хорошо, что ты здесь (Det är bra att du är här). Sådana satser betraktas dock som opersonliga, och infinitiven resp. bisatsen kan ses som "subjektsersättare" (ett slags komplement).

#### Objekt/komplement
Det direkta objektets kasus är ackusativ, till exempel Я видел твоё письмо (Jag såg ditt brev), men denna kan (eller ibland måste) ersättas med genitiv om predikatet är negerat, till exempel Я не видел твоих писем (Jag har inte sett dina brev), Это не имеет значения (Det har ingen betydelse). Vissa verb styr dock annat kasus än ackusativ, till exempel Я боюсь лифтов (Jag är rädd för hissar), Она тебе сочувствует (Hon har medlidande med dig), Он пользуется компьютером (Han använder dator). Vid s.k. prepositionsobjekt är prepositionen ofta oförutsägbar, till exempel думать о чём-нибудь (tänka på ngt), сомневаться в чём-нибудь (tvivla på ngt).
En del verb styr mer än ett satsled, till exempel Он рассказал нам анекдот (Han berättade en anekdot för oss), Она жалуется мне на мужа (Hon klagar inför mig på sin make), Они поблагодарили Машу за подарок (De tackade Masja för presenten).
Satsled styrda av andra ordklasser än verb kallas komplement, till exempel Сибирь богата нефтью (Sibirien är rikt på olja). Hit hör också led som är bestämningar till kopulan, såväl i personlig sats, till exempel Мне сорок лет (Jag är fyrtio år) som i opersonlig, till exempel Мне нечего бояться (jag har inget att vara rädd för). Som komplement kan man vidare betrakta jämförelseled vid komparativformer av adjektiv och adverb, till exempel Она умнее меня (Hon är klokare än jag), Вера поёт лучше, чем все остальные девушки (Vera sjunger bättre än alla de andra flickorna). Slutligen finns det anledning att som komplement räkna även olika slags logiska subjekt, till exempel dativledet i Мне хочется петь (Jag har lust att sjunga) och agenten i passivkonstruktioner, vilken uttrycks med instrumentalis: Он был убит бандитом (Han dödades av en bandit).

#### Predikativer
För ryskans del är det lämpligt att särskilja fyra typer:
- Opersonlig predikativ (dvs. predikativ i opersonlig kopulativ sats) utgörs av s.k. predikativt adverb, till exempel Было холодно (Det var kallt), Мне жаль сестру (Jag tycker synd om min syster).
- Subjektspredikativ är ett led som kongruerar med subjektet med avseende på genus och numerus, till exempel Она больна (Hon är sjuk), Они богатые (De är rika), Она студентка (Hon är student). Vid yrkesbeteckningar kan genuskongruens saknas: Она врач (Hon är läkare). Subjektspredikativens kasus är nominativ (dvs kasuskongruens) eller instrumentalis, det senare ofta i preteritum/futurum, till exempel Они будут богатыми (De kommer att bli rika) och alltid vid infinitivformen быть, till exempel быть любимой (vara älskad) samt vid halvkopulor: Это казалось невероятным (Det föreföll otroligt).
- Objektspredikativens kasus är normalt instrumentalis, till exempel Я считаю её умной (Jag anser henne klok), Они избрали его председателем (De valde honom till ordförande). Även konjunktionsfras med как förekommer: Проблему рассматриваю как решённую (Problemet betraktar jag som löst). I ett fall kan t.o.m. nominativ användas: Меня зовут Вера (Jag heter Vera).
- Predikativt attribut (el. attributivt predikativ) är ett icke verbstyrt satsled. Kasus är ofta instrumentalis, till exempel Он вернулся стариком (Han återvände som en gammal man). Om ledet är adjektiviskt kan även kasuskongruens förekomma, till exempel Они вернулись утомлённые (De återvände utmattade). Orden сам, весь och один (ensam) kräver kasuskongruens: Она сидела одна на кухне (Hon satt ensam i köket), Его всего трясло (Hela han skakade).

#### Adverbial
Nedan upptas bara adverbial under satsnivån. Klassifikationen är den traditionella semantiska.
- Sättsadverbial uttrycks bl.a. med egentliga, alltså inte predikativa, adverb, till exempel Он говорит медленно (Han talar långsamt). Kanske kan även medel och instrument räknas hit, till exempel Он едет поездом (Han åker tåg), Он разрезал верёвку ножом (Han skar av repet med en kniv).
- Tidsadverbial uttrycks på många olika sätt, till exempel med ackusativ: Он неделю болеет (Han har varit sjuk en vecka), med genitiv: Отец приехал пятого мая (Far anlände femte maj), med instrumentalis: Он умер осенью прошлого года (Han dog i fjol höstas), med prepositionsfras: В тот день они и познакомились (Det var den dagen de blev bekanta), Увидимся на следующей неделе (Vi ses nästa vecka), Он умер в прошлом году (Han dog i fjol). Även mer specifika tidsprepositioner används, till exempel до (före), после (efter), во время (under).
- Rumsadverbial uttrycks normalt med prepositionsfras, vilken kan vara styrd av predikatet, till exempel Она живёт в Москве (Hon bor i Moskva), eller mer självständig, till exempel Они встретились на мосту (De möttes på bron). Till den förra typen hör riktningsadverbial, styrda av förflyttningsverb, till exempel Он вернулся из Киева (Han återvände från Kiev). Prepositionen är från svenskans synpunkt ibland oförutsägbar, till exempel в театре (på teatern), на Кавказе (i Kaukasus).
- Gradadverbial är en liten grupp delvis oderiverade ord, främst очень (mycket), till exempel Ты мне очень нравишься (Jag tycker mycket om dig), Он очень строгий (Han är mycket sträng). Jfr много/мало работать (arbeta mycket/litet). Vid komparativ används гораздо eller намного, till exempel Мать гораздо красивее дочери (Modern är mycket vackrare än dottern).
- Måttsadverbial vid komparativer uttrycks med instrumentalis eller - oftare - prepositionsfras, till exempel Он живёт двумя этажами / на два этажа выше нас (Han bor två våningar ovanför oss). Vid раз (gång) ersätts на med в, till exempel в два раза лучше (dubbelt så bra). Även ett adverb är här möjligt: вдвое лучше. Även vid parameterord[förtydliga] uttrycks måttet med в + ack., till exempel рыба весом в три килограмма (en fisk med en vikt av tre kilo).
- Orsaksadverbial uttrycks med hjälp av en rad prepositioner: благодаря хорошей погоде (tack vare det vackra vädret), из-за опоздания поезда (p.g.a. tågförseningen), из любви (av kärlek), от голода (av hunger), со скуки (av leda), по ошибке (av misstag).
- Avsiktsadverbial uttrycks med чтобы + infinitiv eller enbart infinitiv, det senare ofta vid förflyttningsverb. Exempel: Мы поторопились, чтобы успеть на автобус (Vi skyndade oss för att hinna till bussen), Мы пришли попрощаться (Vi har kommit för att ta avsked).

#### Attribut
Attribut, dvs bestämningar till substantiviska ord, kan lämpligen delas in i kongruerande och icke-kongruerande. De förra placeras normalt före, de senare efter sitt huvudord.
- Kongruerande attribut kan utgöras av adjektiviska ord, till exempel новые книги (nya böcker), все ученики (alla eleverna), любящий тебя муж (din make som älskar dig), men även av substantiv: доктор Иванов (doktor Ivanov). I vissa geografiska fraser är det efterställda egennamnet kongruerande attribut: в городе Вологде (i staden Vologda). Efterställda adjektivattribut förekommer också, till exempel что-то хорошее (något bra).
- Icke-kongruerande attribut kan utgöras av bl.a. substantiv och prepositionsfraser, till exempel книга отца (fars bok), дом в лесу (huset i skogen). I förra fallet är genitiven vanligast, men även andra kasus förekommer: на озере Байкал (på Bajkalsjön; egennamnet står i nominativ), обмен мнениями (åsiktsutbyte), liksom kombinationer av kasus: благодарность Веры подруге (Veras tacksamhet mot väninnan). I undantagsfall kan ett genitivattribut vara framförställt: такого типа продукты (sådana slags livsmedel).
- Normalt upprätthålls samma syntaktiska struktur genom hela paradigmet, men i till exempel den interrogativa frasen Что нового? (Vad nytt?) växlar rektion med kongruens: Чему новому вы научились? (Vad nytt har ni lärt er?). Det viktigaste undantaget är dock majoriteten av räkneord: i NA tillämpas rektion, med räkneordet som huvudord. Räkneorden 2-4 (+ оба) styr därvid G sing., medan högre räkneord tar G plur. I övriga kasus (GDIL) tillämpas kongruens, med substantivet som huvudord. Jfr: две лампы (två lampor), пять городов (fem städer), men: двумя лампами, в пяти городах. Detta gäller också gruppen много, men inte räkneordet один, som har enbart kongruens, och räkneordet тысяча (och högre), som har genomgående rektion. Jfr följande D-uttryck: одному ребёнку (ett barn), тысяче детей (tusen barn).
- Vid nominaliseringar[förtydliga] övergår subjekt och direkt objekt till genitivattribut, medan komplement i andra kasus och prepositionsfraser ofta behålls (se exempel ovan). Undantag finns dock, till exempel интересоваться математикой (intressera sig för matematik) - интерес к математике (intresse för matematik). Subjektiv och objektiv genitiv kan inte förekomma samtidigt; i stället uttrycks agenten på samma sätt som i passivkonstruktioner: завоевание русскими Казани (ryssarnas erövring av Kazan).

### Ordföljd
Ordföljden i ryskan bestäms i hög grad, särskilt på satsnivån, av det kommunikativa perspektivet. Emfatiska led och sådana led som innehåller ny information placeras gärna sist i satsen (eller frasen), utan hinder av den grammatiska strukturen, till exempel Гостиницу построили финны (Det var finnar som hade byggt hotellet el. Hotellet hade byggts av finnar).
Ibland spelar andra faktorer in. I en räkneordsfras kan man genom att invertera ledеn framkalla betydelsen "ungefär", till exempel рублей пять (cirka fem rubler), ряду в пятом (ungefär i femte raden). I en substantivfras med attribut intar en bestämning till detta attribut ibland en annan plats än i svenskan, till exempel написанное мной письмо (ett av mig skrivet brev). I efterställda anföringssatser har ryskan en ordföljd som sammanfaller med den svenska, men skiljer sig från den engelska: Очень хорошо, сказала она (Mycket bra, sade hоn).